# 43 Eskadra Lotnicza
43 eskadra lotnicza – pododdział lotnictwa Wojska Polskiego w II Rzeczypospolitej.

## Formowanie i zmiany organizacyjne
Formowanie 43 eskadry wywiadowczej rozpoczęto z dniem 23 maja 1924 na lotnisku w Toruniu. Eskadra wchodziła w skład II dywizjonu 4 pułku lotniczego. Pierwsze samoloty Potez XV otrzymała w połowie 1925 i dopiero wtedy przystąpiono do szkolenia personelu latającego i technicznego. W tym okresie eskadrę przemianowano na 43 eskadrę lotniczą. 
Na podstawie rozkazu MSWojsk. Departamentu Żeglugi Powietrznej L.dz.500/tjn.Og.Qrg. z 26 maja 1926 rozwiązano II dywizjon, a 43 eskadra lotnicza została rozformowana. Personel i sprzęt przeniesiono do innych eskadr 4 pułku lotniczego.

## Dowódcy eskadry
- kpt.pil. Adolf Henryk Wiesiołowski[1]